# 第122战斗攻击机中队
第122攻击战斗机中队（英語：或Strike Fighter Squadron twenty-two，简称VFA-122）也叫飞鹰中队、雄鹰中队或老鹰中队。是美国海军F/A-18E/F超级大黄蜂和F/A-18A/B/C/D大黄蜂战斗机的舰队替换中队，目前驻扎在加利福尼亚州中部的勒莫尔海军航空站。

## 冷知識
在 2011年，為了紀念海軍航空兵成立100週年，將其中的一架F/A18F超級大黃蜂（編號165677）塗裝成「海軍工作服」的數位迷彩獨一無二外觀。

## 另请参阅
- 海军航空兵
- 现代美国海军航母上进行的航空操作
- 美国军用飞机列表 (海军)/美国海军飞机列表
- 美国海军飞行员
- 美国海军陆战队航空
- 军事航空
- 美国海军飞机中队列表
- 退役美国海军飞机中队列表